# Tân Hội Đông
Tân Hội Đông là một xã thuộc huyện Châu Thành, tỉnh Tiền Giang, Việt Nam.
Xã có diện tích 8,93 km², dân số năm 1999 là 7.163 người, mật độ dân số đạt 802 người/km².